# Michael Groß
Michael Groß, född 17 juni 1964, är en västtysk för detta simmare som blev olympisk guldmedaljör tre gånger under OS 1984 och 1988. Groß kallades för "Albatrossen" vilket syftade på hans enorma armspann som var 2,14 meter.
Han vann även fem VM-guld mellan 1982 och 1991.

### Fotnoter
1. ↑  ”Michael Groß Bio, Stats, and Results - Olympics at Sports.reference.com”. sportsreference.com. Sportsreference. Arkiverad från originalet den 18 juli 2012. https://web.archive.org/web/20120718051918/http://www.sports-reference.com/olympics/athletes/gr/michael-gross-1.html. Läst 26 september 2015.
2. ↑  ”Arkiverade kopian”. Arkiverad från originalet den 24 augusti 2015. https://web.archive.org/web/20150824021342/http://www.fina.org/H2O/docs/histofina/swimming_50m.pdf. Läst 21 augusti 2015. HistoFINA - SWIMMING MEDALLISTS AND STATISTICS AT FINA WORLD CHAMPIONSHIPS (50M) (engelska)